# Clément Marot
Clément des Marets /kleˈmɑ̃  de maˈʁɛ/ soprannominato Marot /maˈʁo/ (Cahors, 23 novembre 1496 – Torino, 12 settembre 1544) è stato un poeta francese.

## Biografia
Clément des Marets, soprannominato Marot, nacque a Cahors dal commerciante, originario di Caen, Jean e da una madre guascona. Alla fine del 1505 Jean fu espulso dalla sua corporazione, lasciò la regione di Quercy ed iniziò a scrivere versi, che piacquero a Michelle de Saubonne, moglie del signore di Soubise; presentato alla regina Anna di Bretagna, fu ben accolto e divenne uno dei poeti preferiti da Luigi XII, tanto che il re si fece accompagnare da lui durante le campagne militari in Italia.
Il figlio Clément, dopo aver studiato a Parigi, fu sistemato dal padre come paggio di Nicolas de Neufville, signore di Villeroy, nella cui casa tuttavia rimase poco tempo. Cominciò intanto a comporre poesie.

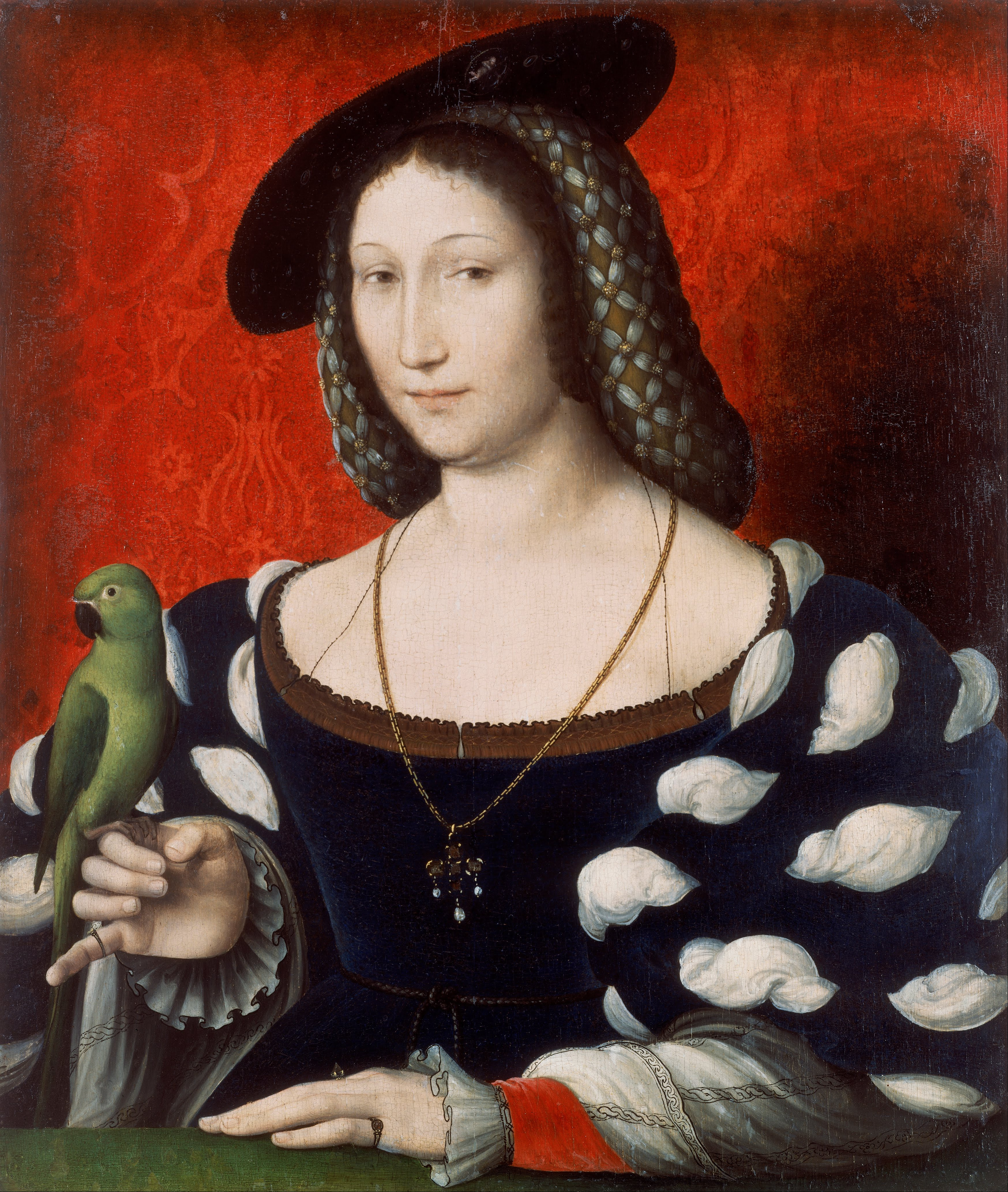
Margherita d'Angoulême, ritratto di Jean Clouet, 1527 circa

Dal 1513 divenne valet de chambre di Margherita d'Angoulême, duchessa di Alençon e sorella di Francesco I; si dice anche che fosse in realtà il re a raccomandarlo a Margherita, la quale lo fece segretario del marito, il duca di Alençon, che il poeta accompagnò nelle sue campagne militari. Francesco I, sapendo come Margherita amasse la poesia, le avrebbe fatto presentare Marot dal signore di Pothon.
Se si crede all'ultimo editore delle sue opere, Nicolas Lenglet-Dufresnoy, Clément avrebbe osato dichiarare il suo amore alla nota Diana di Poitiers ed alla stessa Margherita, senza esserne respinto. Ma non vi sono prove certe al riguardo e l'abate Claude-Pierre Goujet assicura che questi amori sono del tutto immaginari.
Qualunque cosa ci fosse di vero in queste relazioni, che diversi scrittori, come La Harpe, non mettono in dubbio, il poeta seguì Francesco I a Reims e ad Ardres nel 1520 ed il duca di Alençon nel campo di Attigny, dove questo principe era alla testa dell'esercito francese.
In questo periodo Clément tradusse Virgilio e Luciano. Nel 1515 offrì a Francesco I una raccolta di versi, intitolata: Le Temple de Cupido, fait par Maistre Clément Marot, facteur de la Royne. Nel 1517 o nel 1518, indirizzò al re una Petite Espitre.
Nel 1521 non era al seguito reale con l'esercito dell'Hainaut e lo si vide nuovamente solo nel 1525 alla battaglia di Pavia, nella quale fu ferito ad un braccio e fatto prigioniero.

### La prigionia
Una grande sventura l'attendeva al suo ritorno in Francia, avendo egli contato forse troppo sulla protezione della corte, dove il suo talento, la grazia dei suoi modi e la brillantezza della sua conversazione gli facevano ritenere di essere tenuto in particolare considerazione. Marot, libertino di spirito e di cuore, poco riservato nei suoi propositi e non troppo rispettoso delle opinioni correnti in fatto di religione, offriva il fianco ai suoi nemici: fu accusato di sostenere opinioni non ortodosse. Arrestato con l'accusa di eresia, fu rinchiuso nel 1525 nel carcere dello Châtelet. Inutilmente protestò, con la sua Epitre indirizzata all'inquisitore Bouchard, di non essere né luterano, né zwingliano, né anabattista.

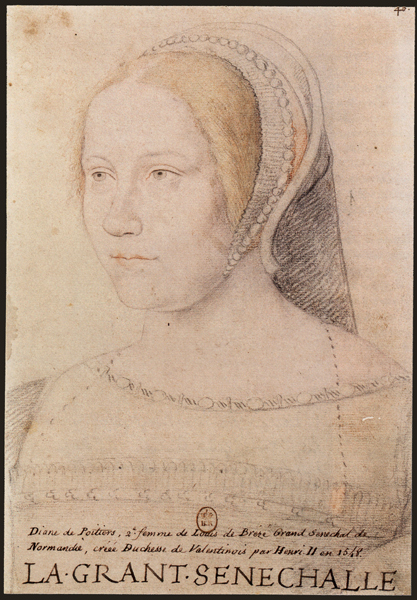
Diana di Poitiers

Si pensa che fosse stato denunciato da una donna gelosa, una certa Isabeau; altri ritengono, con poco fondamento, che sia stata Diana di Poitiers a denunciarlo, dopo che egli ebbe pubblicato la sua Prima elegia a una Signora. Diana, indispettita per l'indiscrezione del suo amante, si sarebbe vendicata denunciandolo per aver egli mangiato lardo durante i giorni di Quaresima.
Clément protestò invano la purezza della sua fede ed invocò l'aiuto dei suoi protettori, ma ottenne come unico favore di essere trasferito dal carcere parigino a quello di Chartres, meno scuro e più salubre: le visite delle persone più in vista della città alleviarono i problemi della prigionia. In quel periodo compose il suo poemetto l'Enfer, descrizione satirica dello Châtelet e, insieme, invettiva contro gli abusi della giustizia:
Ritoccò anche il Roman de la Rose, sostituendo le parole più antiquate con altre moderne.
Uscì finalmente di prigione nel 1526, sembra anche grazie al ritorno di Francesco I, per l'intervento dell'amico Lyon Jamet e del vescovo di Chartres, Louis Guillard. In ringraziamento, indirizzò all'amico la sua Epistre à son amy Lion.

### LaLettera al re
La detenzione non lo mutò: nel 1526 (o nel 1527) s'invaghì d'una giovane donna e scrisse la Dalliance de Grande Amye; nel 1527, per aver tentato di liberare un uomo condotto in prigione, fu arrestato a sua volta: chiese allora l'intervento del re con la lettera Epistre de Marot envoyée au Roy, che Francesco I accolse benevolmente, facendolo scarcerare.
Nel 1532 pubblicò l'Epistre au Roy, par Marot estant malade à Paris, alla quale il re rispose di fatto nominandolo suo valletto, con una rendita di cento scudi d'oro e la promessa di altri favori. A questo punto l'avvenire di Marot sembrava dei più favorevoli, quando gli pervennero nuove accuse a motivo del suo atteggiamento nei confronti del cattolicesimo, tanto che gli organi giudiziari arrivarono a sequestrargli i suoi libri ed i suoi scritti.

### In Italia
Nel 1533 pubblicò la traduzione del Salmo VI, fatta dopo essere guarito da una grave malattia che stava per stroncarlo. A seguito dell'affaire des placards nel 1534, cattolici e protestanti si affrontarono violentemente. Francesco I, dopo un momento di esitazione, decise di procedere alla repressione e Marot preferì allontanarsi dalla corte.
Fu nella Béarn, la provincia ai piedi dei Pirenei, nel 1535 e poi alla corte della duchessa di Ferrara, Renata di Francia (proprio a lei indirizzerà il suo primo blasone) ma, avendo compreso di essere malvisto dal duca Ercole II, nel 1536 si ritirò a Venezia.

### Il ritorno in Francia
Qui lo raggiunse il richiamo proveniente dalla Francia e dalla corte; in virtù di una solenne abiura che egli fece a Lione nelle mani del cardinale di Tournon, ottenne il perdono del re, per ringraziare il quale scrisse Epistre au Roy, du temps de son exil à Ferrare.
A queste tempeste sopravvenne un periodo di bonaccia, dovuto alla prudenza che l'intervallo di tempo passato in Italia ed il ricordo delle passate disavventure gli avevano ispirato. La pubblicazione dei primi Salmi turbò però questa calma. Nel 1541 pubblicò i Trenta salmi di David, poi i Cinquanta salmi. La traduzione, fatta su sollecitazione dell'allora celebre teologo François Vatable, ebbe una grande accoglienza alla corte.

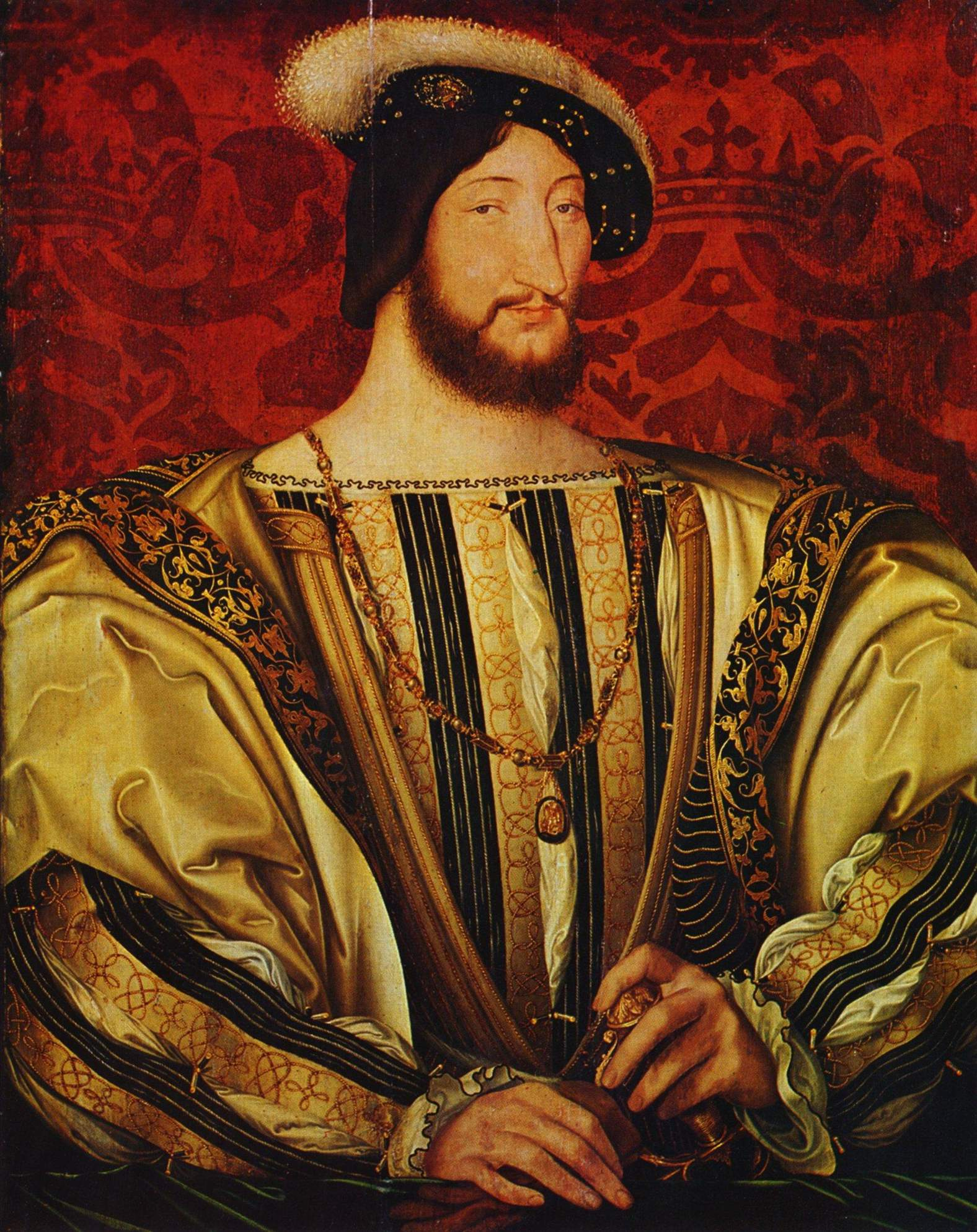
Francesco I, ritratto di Jean Clouet, ca 1525, Louvre

Francesco I li cantava con piacere, mentre i signori e le dame di corte erano affascinati da colui che era capace di comporre al meglio vaudevilles, spesso burleschi, allora molto di moda. Ma Marot aveva trascurato il genere specifico del suo talento e le persone di buon senso - come disse l'abate Goujet - non impiegarono molto ad accorgersi che egli aveva cantato nello stesso tono tanto gli inni del re profeta che le meravigliose avventure di Alice. Presto la Sorbona ritenne di rilevare degli errori di traduzione e se ne lamentò col re. Francesco I, che amava il poeta e voleva che potesse continuare il suo lavoro, non tenne conto di quelle rimostranze, come testimonia lo stesso Marot nei versi:
La facoltà di teologia ritirò le sue censure e finì per favorire la vendita dell'opera. La traduzione dei Salmi, completata da Teodoro di Bèze, fu cantata per più di un secolo nei culti calvinisti, fino a quando Valentin Conrart non ne ebbe dato una versione più moderna che era cantata ancora nel XIX secolo.

### L'ultimo esilio
Nel 1542 Francesco I iniziò la persecuzione dei luterani e Marot preferì partire per un nuovo esilio; raggiunse Ginevra, dove si dice che abbia sedotto la moglie del proprio oste e, condannato a morte, gli sia stata commutata la pena, per raccomandazione dello stesso Calvino, in quella della frusta. Nel 1543 giunse a Chambéry e di qui raggiunse Torino dove morì in povertà l'anno successivo mentre era occupato in nuovi versi e nuovi amori, lasciando il suo unico figlio Michel. Clément Marot sarebbe stato sepolto nel Duomo e ricordato da una lapide, cancellata alcuni anni dopo.
Un altro epitaffio che Étienne Jodelle gli dedicò recita:
(Étienne Jodelle)

## Il personaggio
Marot aveva uno spirito allegro ed estroverso dietro un atteggiamento grave di filosofo, unendo, come spesso avviene, una mente vivace ad un cuore buono. Di nobile carattere, era privo di quella bassa gelosia che macchia a volte la gloria di molti grandi scrittori. Fece polemiche solo con François de Sagon e Charles de la Hueterie, che l'attaccarono quando risiedeva a Ferrara: il primo sollecitò impudentemente il posto di Marot, senza ottenerlo, ed il secondo si rose dall'invidia nel veder finite le disgrazie del poeta, come mostra un suo calembour che dà la misura del suo poco spirito. Marot ne aveva composti molti in una lettera all'amico Lyon Jamet, dove raccontava le pene dell'esilio paragonandosi al topo che libera il leone. La Huéterie, richiamandosi all'applicazione fatta da Marot nel suo apologo, pensò di fare dello spirito chiamandolo Rat pelé, topo pelato (rappelé, ricordato). Marot gli rispose solo tramite il suo cameriere, per meglio manifestargli il proprio disprezzo.

## Hanno detto della sua poesia

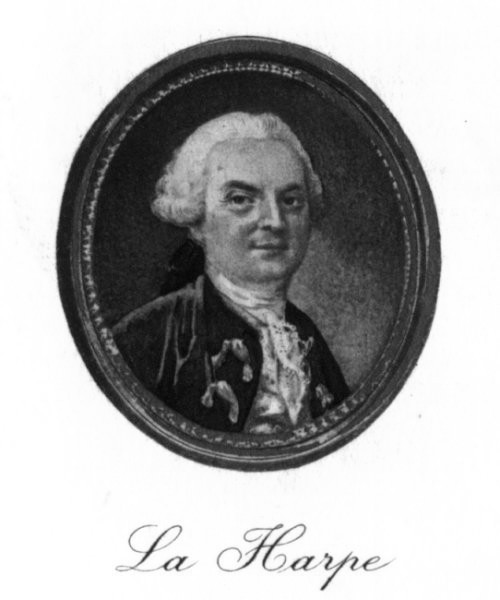
La Harpe

Il nome di Marot, scrisse La Harpe nel Settecento, «è la prima epoca veramente notevole nella storia della nostra poesia, molto più per il suo talento particolare che per i progressi che fece fare al nostro verseggiare. Questo talento è infinitamente superiore a quello di tutti coloro che lo precedettero ed anche a quello di coloro che lo seguirono, fino a Malherbe. La natura gli aveva donato ciò che non si può comprare, la grazia. Il suo stile ha veramente fascino e quel fascino è legato alla freschezza dell'andamento e dell'espressione del verso, unito alla delicatezza delle idee e dei sentimenti: nessuno ha conosciuto meglio di lui, anche ai nostri giorni, il tono che più si conviene all'epigramma, tanto quello che chiamiamo così propriamente, quanto quello che ha poi preso nome di madrigale, applicato all'amore ed alla galanteria. Nessuno ha conosciuto meglio di lui il ritmo del verso quinario ed il vero tono del genere epistolare, al quale quel tipo di verso si applica così bene. Il suo capolavoro in questo genere è l'epistola in cui Marot racconta a Francesco I come sia stato derubato dal suo cameriere: è un modello di narrazione, di finezza e di divertimento».
Tale apprezzamento per le poesie di Marot ha trionfato sul tempo e sulle trasformazioni della lingua.
Boileau disse, nei bei giorni del secolo di Luigi XIV: «Imitate di Marot la facezia elegante». La Fontaine ha dimostrato di essere imbevuto della sua lettura. «Non c'è quasi», scrisse Jean de La Bruyère, «tra Marot e noi, che la differenza di qualche parola». Jean-Baptiste Rousseau, che gli indirizzò una lettera, si fece vanto di considerarlo suo maestro e Clément lo difese contro Voltaire, il quale lo aveva descritto, nelle ultime opere, forse per odio contro il Rousseau, colpevole, di aver dato il pericoloso esempio di uno stile facile da imitare molto più del talento di Marot.
«Ma», disse ancora La Harpe, «la freschezza del suo verso doveva essere ben seducente perché si prendesse in prestito la sua lingua, già da tanto tempo invecchiata, allo scopo di cercare di imitarlo»

## Le opere
Poeta multiforme, più serio di quel che si immagina, ma incapace di adeguarsi all'austerità di un Calvino, egli appartiene ancora alla tradizione medievale. La sua opera è molto abbondante e la «facezia elegante» alla quale l'associa Boileau nella propria Art poétique non ne è che un aspetto. Si nota, leggendo le sue opere, come il poeta si sia svincolato dalla tradizione retorica per approdare a un'arte molto personale che lo avvicina all'umanesimo.
L'Adolescence clémentine (1532-1538) comprende le poesie della giovinezza, caratterizzate dalla varietà delle forme e dei soggetti: 
- La première Églogue des Bucoliques de Virgile (traduzione)
- Le Temple de Cupido (ispirato al "Temple de Vénus" di Jean Lemaire de Belges)
- Le Jugement de Minos (ispirato alla traduzione latina del Dialogo dei morti di Luciano di Samosata)
- Les Tristes vers de Philippe Béroalde (traduzione del "Carmen lugubre de die dominicae passionis" di Philippe Béroalde)
- Oraison contemplative devant le Crucifix (traduzione dell'"Ennea ad sospitalem Christum" di Nicolas Barthélemy de Loches)
- Épîtres: 10 lettere
- Complaintes
- Épitaphes: forma breve, l'epitaffio può comportare anche due versi soltanto. Inizia seriamente, poi appare il sorriso.
- Ballades: comprendono una trentina di versi ripartiti in tre strofe e mezza, la ripetizione di un verso e una dedica. La ballata si ritma su tre o quattro rime e si conclude con una mezza strofa, inviata al Principe o alla Principessa
- Rondeaux: comprendenti 12 o 15 versi, caratterizzati dal ritorno al verso iniziale nel mezzo e alla fine della poesia.
- Chansons: la canzone è adatta a tutte le acrobazie della rima. Questi ultimi tre generi poetici erano praticati dai retori.

L'organizzazione dell' L'Adolescence clémentine non si rivela spontanea. La cronologia non è osservata: Marot operò delle modifiche. È stato fatto notare che Marot ricostruì la sua stessa vita nella raccolta, come un romanziere compone un romanzo. Marot amava iscrivere il proprio nome nelle sue poesie, rappresentando volentieri nella poesia l'"attività scritturale". Il suo gusto lo indusse ai generi brevi.

## Edizioni

### Edizioni antiche
Le migliori edizioni delle sue poesie sono: 
1. quella da lui stesso curata, Lione, 1538
2. quella di Niort, 1596, in-16, rara e molto ricercata
3. quella di Elzévir, 2 voll. in-16
4. quella de L'Aia, 1731 in 4 voll. in-4º, e in 6 voll. in-12. Quest'edizione, la più completa fino ad allora, è sfigurata da una quantità di errori tipografici e da una cattiva punteggiatura. L'editore, Gordon de Percel, vi ha inserito delle note a volte curiose, spesso poco importanti e nelle quali spesso si rivela quasi meno "decente" dell'autore
5. quella di Auguis, Paris, 1823, 5 voll. in-12, edizione molto trascurata, non migliore della precedente
6. quella di Paul Lacroix, Paris, 1824, 3 voll. in-8º, con l'aggiunta di un Essai sur la vie et les ouvrages de Cl. Marot, de notes historiques et critiques et d'un glossaire, che segue, più correttamente delle precedenti, il testo dell'edizione del 1554 e l'ortografia di quella del 1545.

Si possono citare ancora le Œuvres choisies de Cl. Marot, accompagnées de notes historiques et littéraires di Després, precedute da un Essai sur Cl. Marot et sur les services qu'il a rendus à la langue, di Campenon, Paris, in-8º.
Oltre alle opere menzionate, si possono consultare ancora una lettera di Claude François du Verdier de la Sorinière, nel Mercure de France, del giugno 1740; il Tableau historique des littérateurs français, di un M. T., Paris, 1785, in-8º, e gli Anecdotes littéraires.
Non bisogna dimenticare che si deve a Marot un'edizione corretta delle Poésies di François Villon, su incarico di Francesco I.

## Nella cultura di massa
Clément Marot è inserito nel dramma Il re si diverte di Victor Hugo, insieme ad altri cortigiani della corte di Francesco I di Francia.
Stando al copione originale, è previsto che indossi la livrea dei domestici del re, abito che lo distingue dai nobili. Gioca un ruolo prevalentemente negativo nei confronti del protagonista Triboulet, insieme al gruppo di cortigiani, anche se durante il primo atto subisce gli scherni del buffone, il quale suggerisce al re di allontanare i poeti. Non ha un carattere molto diverso dai vari signori di corte, ha un'opinione modesta di sé, ma è anche scontroso; ha delle battute dal gusto poetico che lo caratterizzano; e soprattutto dimostra furbizia quando inganna Triboulet durante il rapimento di Blanche, evento chiave nel secondo atto. Dopo essersi preso gioco di Triboulet, nel terzo atto, e dopo aver dimostrato freddezza nei confronti del buffone, esce di scena insieme agli altri cortigiani.
Probabilmente Marot doveva comparire nel libretto de La Maledizione, prima riduzione musicale del dramma di Hugo da parte di Giuseppe Verdi e Francesco Maria Piave, ma in seguito alla censura che blocca il primo libretto, il titolo del melodramma viene cambiato in Rigoletto e vengono eliminati i riferimenti alla cultura francese, spostando l'ambientazione a Mantova. I nomi originali vengono adattati o cambiati, e probabilmente Marot viene adattato in Marullo: Marullo non è più segnato come poeta, ma come cavaliere; e non sostituisce solo le azioni di Marot, ma anche quelle di altri cortigiani originali, che in Rigoletto vengono ridotti.